# Medienwerkstatt Franken
Die Medienwerkstatt Franken ist ein lokales Fernsehprogramm im Großraum Nürnberg. Es produziert unter eigener Senderlizenz der BLM das gleichnamigen Fensterprogramms im Rahmen von Franken Fernsehen. Programmanbieter und einziger Gesellschafter des Senders ist der gleichnamige Verein Medienwerkstatt Franken e. V. Er produziert Dokumentarfilme und Reportagen mit überwiegend sozialen, kulturellen und zeitgeschichtlichen Themen.

## Geschichte
Eine Gruppe politisch aktiver Studenten gründete 1981 den Verein, um ihre Ansprüche und Ziele filmisch umzusetzen und ein Gegengewicht zum öffentlich-rechtlichen Rundfunk zu schaffen. Die Gruppe wollte ein „Sprachrohr der Betroffenen“ sein und ein Schwerpunkt ihrer Arbeit waren Filme über die Protestbewegung gegen die atomare Wiederaufbereitungsanlage Wackersdorf (WAA). So entstanden die Filme 18 Tage freies Wackerland (1986), WAA-Schlachten (1986), Zaunkämpfe (1986) und nach dem WAA-Aus 1989 die Filme Wackersdorf – Ein Mythos (1996) und Schreckgespenst WAA (2006).
Der Film „Noch leb ich ja“ – Ein AIDS-Kranker erzählt war 1986 einer der ersten Dokumentarfilmen zu dem Thema AIDS und HIV-Erkrankung in Deutschland. Der Film erhielt internationale Auszeichnungen und wurde bei vielen Dritten Programmen ausgestrahlt, jedoch nicht im Bayerischen Fernsehen. 1987 erhielt die Medienwerkstatt ein Nürnberg-Stipendium.
Anfang der 1990er Jahre formierte sich die Medienwerkstatt neu. Am 6. Dezember 1991 startet die Bildstörung, eine monatliche Fernsehsendung der Medienwerkstatt. Bei der Neuordnung des lokalen Fernsehens im Herbst 2002 behält die Medienwerkstatt die Sendezeiten als Spartenanbieter beim lokalen Fernsehprogramm Franken TV (mittlerweile Franken Fernsehen) und im lokalen Fernsehfensterprogramm RTL Franken Live, die Genehmigung wurde am 19. Februar 2009 um weitere acht Jahre verlängert.
Im Frühjahr 2009 bewarb sich die Medienwerkstatt um die bayerischen Regionalfenster am Wochenende auf Sat.1 (samstags) und RTL (sonntags). Die Medienwerkstatt kam hierbei nicht zum Zuge.

## Filme
Für ihren Sendeplatz im Franken Fernsehen produziert die Medienwerkstatt Reportagen und Dokumentationen zu vorwiegend sozialen, kulturellen und zeitgeschichtlichen Themen mit regionalem Bezug.
Darüber hinaus gibt es immer wieder besondere Projekte wie der Aufbau des „Nürnberger Videoarchivs der Erinnerung“ in Zusammenarbeit mit dem Nürnberger Institut für NS-Forschung oder ein 30-minütiger Infofilm zum Thema Down-Syndrom im Auftrag des Deutschen Down-Syndrom InfoCenter.

## Auszeichnungen
Nachhaltigkeitspreis Medien
- 2024 für Dokumentationen auf Augenhöhe[11]

Alternativer Medienpreis
- 2022 für Gegen das Vergessen – Der NS-Bahnhof Märzfeld von Valeska Rehm[12]
- 2020 für Als hätte es sie nie gegeben von Vanessa Hartman[13]
- 2013 für Einmal hip, einmal hop von Stefan Gnad und Andreas Holzmüller[14]
- 2011 für Ein heiliger Berg – der Hesselberg im Dritten Reich von Carolin Lano und Kurt Keerl[15]

Journalistenpreis des Deutschen Preises für Denkmalschutz
- 2019 für Sgraffito – Die Kratzputzkunst der Nachkriegszeit von Günther Wittmann und Robert H. Schumann[16]

SpardaMedienpreis
- 2022 für Kämpferin für Vielfalt – Die vielen Leben der Ella Schindler von Judith Dauwalter und Winfried Schuhmann
- 2016 für Der Schiri von Herbert Liedel, Lisa Kräher und Winfried Schuhmann[17]
- 2012 für Brückenbauer – Nürnberger Migranten im Einsatz für die Bildung von Carolin Lano

Friedrich-Wilhelm-Raiffeisen-Preis
- 2014 für Neues Dorf, altes Dorf von Winfried Schuhmann und Gerd Vanselow[18]
- 2014 für Pizza international von Robert H. Schumann und Günther Wittmann[18]
- 2014 für Großmarkt der Betriebsamkeit von Robert H. Schumann und Günther Wittmann[18]

Deutscher Regionalfernsehpreis
- 2007 für Du hast immer ’ne Chance – Leben im Schatten der Krebsdiagnose von Michael Aue
- 2005 für So fern und doch so nah – Begegnungen mit Autisten von Michael Aue und Winfried Schuhmann

BLM-Hörfunk und Lokalfernsehpreis
- 2017 in der Kategorie Sparten- oder Sondersendung für Zum Leben zu wenig – Altersarmut von Vanessa Hartmann und Andreas Holzmüller[19]
- 2010 Anerkennungspreis in der Kategorie Sonder-, Spezial- oder Spartensendung für Eine Woche zwei Leben von Vanessa Hartmann und Andreas Holzmüller[20][21]
- 2009 in der Kategorie Sonder-, Spezial- oder Spartensendung für Im Rückblick: Gedenken am Straßenrand von Robert H. Schumann und Günther Wittmann[22][23]
- 2008 in der Kategorie Sonder-, Spezial- oder Spartensendung für Leben mit dem Vergessen von Kurt Keerl und Günther Wittmann ()[24][25]
- 2004 Sonderpreis in der Kategorie Politik/Wirtschaft/Umwelt/Soziales für So fern und doch so nah – Begegnungen mit Autisten von Michael Aue und Winfried Schuhmann[26]
- 2003 Anerkennungspreis in der Kategorie Unterhaltung für Die Langen von Bernd Siegler und Günther Wittmann[27]
- 2002 in der Kategorie Kultur für Der große Unbekannte – Horst Schäfer, Fotograf von Michael Aue und Günther Wittmann[28]
- 2001 Anerkennungspreis in der Kategorie Politik/Wirtschaft/Umwelt für Knack die Nuss – Ausbildung im Wandel von Bernd Siegler[29]
- 1999 Anerkennungspreis in der Kategorie Feature für Am Schabbes hat der Schoufet frei: Schopfloch – eine Sprachinsel in Bayern von Jim G. Tobias[30]
- 1997 in der Kategorie Fernsehfeature für Leben wie andere auch – ein HIV-positives Kind und seine Welt von Michael Aue und Reneé Burger[31]
- 1994 in der Kategorie Reportage für Mit-Bestraft – der Alltag von Häftlingsangehörigen von Kerstin Dornbach[32]
- 1993 in der Kategorie Reportage für Pottenstein – Eine trügerische Idylle von Bernd Siegler[33]

Karl-Bröger-Medaille
- 2024 für das Gesamtwerk[34]